# Episodi di Outer Banks (terza stagione)
La terza stagione della serie televisiva Outer Banks, composta da dieci episodi, è stata interamente pubblicata sul servizio di streaming on demand Netflix il 23 febbraio 2023 in tutti i paesi in cui è disponibile.
| nº | Titolo originale      | Titolo italiano          | Pubblicazione    |
| -- | --------------------- | ------------------------ | ---------------- |
| 1  | Poguelandia           | Poguelandia              | 23 febbraio 2023 |
| 2  | The Bells             | Le campane               | 23 febbraio 2023 |
| 3  | Fathers and Sons      | Padri e figli            | 23 febbraio 2023 |
| 4  | The Diary             | Il diario                | 23 febbraio 2023 |
| 5  | Heists                | Rapine                   | 23 febbraio 2023 |
| 6  | The Dark Forest       | Segreti oscuri           | 23 febbraio 2023 |
| 7  | Happy Anniversary     | Buon anniversario        | 23 febbraio 2023 |
| 8  | Tapping the Rudder    | Brusche virate           | 23 febbraio 2023 |
| 9  | Welcome to Kitty Hawk | Benvenuta a Kitty Hawk   | 23 febbraio 2023 |
| 10 | Secret of the Gnomon  | Il segreto dello gnomone | 23 febbraio 2023 |